# Vicente Fernández
Vicente Fernández Gómez (Guadalajara, 17 de febrero de 1940-Ibidem, 12 de diciembre de 2021), apodado Chente o el Charro de Huentitán, fue un cantante y actor mexicano. Su trabajo en la música le valió varios reconocimientos como dos premios Grammy, ocho premios Grammy Latinos, catorce premios Lo Nuestro y una estrella en el paseo de la fama de Hollywood.

## Biografía y trayectoria
Fernández nació el 17 de febrero de 1940 en la localidad de Huentitán el Alto, Guadalajara, Jalisco, hijo de José Ramón Fernández Barba y María Paula Gómez Ponce.
En 1954, con 14 años, participó en un concurso de aficionados en Guadalajara, donde obtuvo el primer lugar y comenzó a cantar en restaurantes, bodas, grupos familiares y de amigos, mientras alternaba vendiendo lechuguillas de agave hechas en casa. En 1960 actuó con gran éxito en un programa de televisión llamado La calandria musical, transmitido en la ciudad de Guadalajara. Poco después llegó a la Ciudad de México, donde se incorporó a la plantilla del restaurante El amanecer tapatío.
A principios de 1963, su madre falleció de cáncer. El 27 de diciembre del mismo año se casó con María del Refugio Abarca Villaseñor apodada «Cuquita», su vecina en Guadalajara. La pareja tuvo tres hijos: Vicente, Gerardo y Alejandro, y adoptaron a Alejandra.
Después comenzó a trabajar en el cabaret El Sarape, donde consiguió un sueldo como cantante, y en 1964 se unió con algunos de los grupos de mariachis más conocidos de México, como el «Mariachi Amanecer» de Pepe Mendoza, y el Mariachi de José Luis Aguilar (Felipe Arriaga). Este cantante tuvo una relación muy cercana a Vicente y fue una persona tan importante en su vida como Federico Méndez Tejeda.[cita requerida]
A partir de 1965 y a través de la emisora de radio XEX-AM pudo llegar a audiencias más grandes y alcanzar fama local.
Se presentó en el teatro Blanquita de México y en el verano de 1966 firmó un contrato con CBS México (hoy Sony Music), donde grabó sus primeros éxitos: Perdóname, Cantina del barrio y «Tu camino y el mío». Le siguieron una serie de álbumes con ventas importantes, que incluyó Palabra de rey, Vicente Fernández y Ni en defensa propia. También comenzó a trabajar en Televisa, donde conoció a Raúl Velasco. Interpretó en vivo temas como Tu camino y el mío y Volver, volver. Este último tema lo catapultó a la fama a nivel internacional, una de las canciones rancheras más conocidas fuera de México y fue grabada por cantantes como Raphael, Nana Mouskouri y Concha Buika.
Condujo el programa Noches tapatías con Lucha Villa e Isabel Soto Lamarina, y el programa Homenaje con Lola Beltrán, donde a veces cantaban a dueto y hacían entrevistas a personajes de la literatura, el arte y el deporte, entre otros.[cita requerida]
Debutó en el cine en 1971, en Tacos al carbón. Tres años después protagonizó su primer éxito cinematográfico, La ley del monte. El álbum de la música de esta película también tuvo gran popularidad.[cita requerida] En 1972, su éxito mundial e himno ranchero, Volver, volver, lo consolidó como uno de los más grandes cantantes rancheros de todos los tiempos. Con esta canción rompió todos los récords de ventas en Hispanoamérica, España y Estados Unidos.[cita requerida]
A principios de los años 1970, estaba en la cumbre del éxito. Produjo álbumes de altas ventas como Arriba Huentitán, Toda una época, Lo siento por ti, El ídolo de México, El hijo del pueblo y Para recordar. Sus canciones que tuvieron gran éxito y se convirtieron en clásicos: Volver volver, de Fernando Z. Maldonado, Que te vaya bonito (de José Alfredo Jiménez), Las llaves de mi alma y El Arracadas, entre otras.
En 1978, grabó un disco con corridos sobre caballos famosos que también fue un gran éxito en ventas. Incluye temas como El cantador y Mi amigo el tordillo, que también alcanzaron gran popularidad.[cita requerida] En 1979, filmó la película El tahúr, en la que, además de interpretar el tema principal, debutó como director asistente.[cita requerida]
Hacia la década de 1980, reimpulsó su carrera principalmente en Colombia, donde actuó en las principales ciudades. Ese año construyó un rancho de 500 hectáreas, cerca de Guadalajara, llamado Los Tres Potrillos, en honor a sus hijos.[cita requerida] En 1983, presentó su álbum 15 Grandes con el Número Uno, del que se vendieron más de un millón de copias. El 15 de septiembre de 1984, una concurrencia de más de 54 000 personas asistió a su concierto en la Plaza de Toros México.
En 1987, lanzó Dos corazones, un álbum a dueto con Vikki Carr, con quien también se presentó en diversos escenarios. Su exitoso disco Por tu Maldito Amor se lanzó en 1989. La canción que da título al álbum también tuvo gran éxito. Este álbum fue dirigido por uno de sus arreglistas -Pedro Ramírez-, debido a que su anterior director artístico -Federico Méndez Tejeda- se quitó la vida por una decepción amorosa, de la que nació el tema Por tu maldito amor.[cita requerida]
En 1990, produjo otro álbum importante, titulado Las clásicas de José Alfredo Jiménez. Continuó con su lista de éxitos en los años 1990 con Qué de raro tiene (1992), Lástima que seas ajena (1993), Aunque me duela el alma (1995) Me voy a quitar de en medio (1998), además de clásicas canciones como Acá entre nos y Mujeres divinas, escritas especialmente para él por el compositor Martín Urieta.
En el otoño de 1999, estuvo de gira promoviendo su CD: Y los más grandes éxitos de Los Dandys en el que hizo un tributo a este trío de México. Ese mismo año fue nominado para recibir el premio por Mejor Trayectoria Artística, en los premios Ritmo Latino en el Anfiteatro Universal de Los Ángeles, California.
En el 2002, apareció el CD Vicente Fernández 35 aniversario. Lo mejor de Lara, un álbum que se realizó en homenaje al compositor Agustín Lara.[cita requerida]
Fueron las canciones rancheras las que le dieron fama: Volver Volver, La ley del monte (de José Ángel Espinoza "Ferrusquilla"), De qué manera te olvido, Cruz de olvido y Las llaves de mi alma, todas convertidas en grandes éxitos internacionales.[cita requerida]
Construyó la arena para espectáculos y charrería Vicente Fernández Gómez, con capacidad para 11 000 personas, en su rancho Los Tres Potrillos, situado a las afueras de Guadalajara.[cita requerida]
En el 2006, lanzó el disco La tragedia del vaquero, un álbum con catorce temas totalmente inéditos. Ese mismo año, previo a la celebración del 40.º aniversario de la carrera artística de Fernández –su discográfica lanzó al mercado una colección especial de tres CD, titulada The Living Legend (La leyenda viviente).
El 25 de septiembre de 2007, lanzó al mercado su álbum Para siempre, certificado como disco de diamante y disco de oro en México, mientras que en los Estados Unidos alcanzó su sexto disco de platino a solo semanas de su lanzamiento. El sencillo Estos celos se mantuvo por más de tres meses en la posición número 1 en los principales listados de popularidad de la música regional mexicana. Para siempre alcanzó el Disco de Diamante & Oro por la venta de más de 550.000 unidades vendidas, únicamente en México. Gracias a su gira, Para siempre alcanzó Disco de Diamante en Colombia y un reconocimiento especial por la venta de más de un millón y medio unidades vendidas de la misma producción, a nivel internacional. La canción Para siempre fue elegida como tema principal de la telenovela mexicana de Televisa Fuego en la sangre (2008).

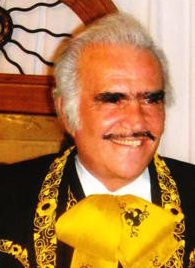
Fernández, c. 2008.

En el 2008, grabó Primera fila, un concierto totalmente en vivo desde la Arena VFG, título de su primer material editado en el formato Blu-ray. Fue el primer artista hispanoamericano en incursionar en esta modalidad. Fue acreedor de Doble Disco de Platino & Oro en México, Disco de Platino en Centroamérica, Disco de Platino en Colombia y Doble Disco de Platino & Oro en los Estados Unidos, donde permaneció seis semanas consecutivas en el número 1 de la revista Billboard y se convirtió en el DVD musical más vendido del año en toda la industria discográfica estadounidense.[cita requerida]
El 14 de febrero de 2009, se presentó en el Zócalo de la Ciudad de México, con una asistencia de casi 220.000 personas.
El 7 de julio de 2009, lanzó su producción Necesito de ti, que logró un Disco de Platino & Oro en México y Disco de Oro en Estados Unidos.[cita requerida]
El 22 de junio de 2010, salió a la venta un histórico concierto de 1984 titulado Vicente Fernández, un Mexicano en la México. En septiembre del mismo año salió a la venta la producción El hombre que más te amó, producida por el propio Vicente y dirigido por Javier Ramírez.[cita requerida]
En 2011 presentó el disco Otra vez. Ese mismo año participó de la inauguración de los Juegos Panamericanos Guadalajara 2011, interpretando el Himno Nacional Mexicano, México lindo y querido y Guadalajara.[cita requerida]

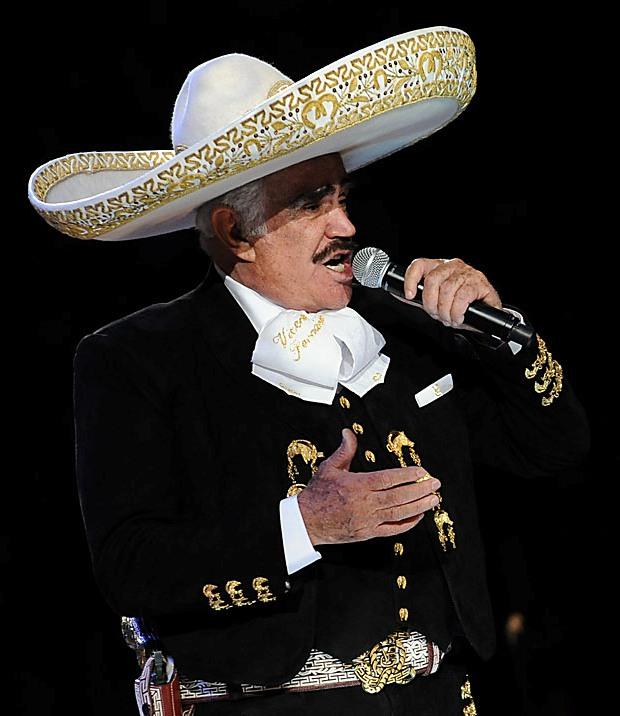
Fernández presentándose en el Estadio Azteca durante su show de retiro Un Azteca En El Azteca en 2016.

A fines de 2011, inició la construcción de la Arena VFG localizada en Tlajomulco de Zúñiga, dentro del Área metropolitana de Guadalajara, México.[cita requerida]
El 8 de febrero de 2012 anunció su retiro de los escenarios, no sin antes realizar una gira mundial. El 24 de abril, salió a la venta el álbum titulado Los Dos Vicentes, un álbum de Vicente Fernández & Vicente Fernández Hijo, en el que se incluye el tema musical de la telenovela Amor bravío.[cita requerida] El 30 de junio, inició su gira de despedida en la ciudad colombiana de Neiva, para luego presentarse en diferentes ciudades del país.[cita requerida] El 12 de septiembre, el presidente venezolano Hugo Chávez le entregó la Orden Libertadores y Libertadoras de Venezuela en grado de Primera Clase, considerada como la mayor de las condecoraciones que se entregan a deportistas, intelectuales, artistas, cantantes, etcétera, tanto a venezolanos como a extranjeros.
El 8 de agosto de 2014 se le diagnosticó cáncer de próstata. El 16 de abril de 2016 realizó su último concierto de despedida en el estadio Azteca, cantó alrededor de 45 canciones. Sin embargo, anunció que aunque era su último concierto, no se retiraba de la música.

## Vida personal

### Controversias
Fernández generó polémica luego de unas declaraciones que hizo durante una entrevista en mayo de 2019 sobre su salud. Afirmó que había sido internado en un hospital de Houston, Estados Unidos, para someterse a una cirugía de hígado, pero decidió rechazar un trasplante porque no "quería acostarse con [su] esposa mientras tenía el hígado de otro hombre, quien podría haber sido homosexual o drogadicto".
En enero de 2021, Fernández desató otra polémica luego de colocar su mano sobre el pecho de una fanática mientras se tomaba una fotografía con su familia. Unos días después, Fernández emitió una disculpa a la familia de la mujer, manifestando que "admito que me equivoqué, no sé si estaba bromeando, tal vez fue una broma [...] No sé. No me acuerdo, había mucha gente (con la que tomé fotos), sinceramente les ofrezco una disculpa".

### Política
Fernández estuvo asociado durante mucho tiempo con el Partido Revolucionario Institucional (PRI), que gobernó México de 1929 a 2000 y nuevamente entre 2012 y 2018. Fue uno de los muchos artistas que participaron en la campaña «Solidaridad» durante la administración del presidente Carlos Salinas de Gortari, y también se presentó en mítines del PRI, asistió a eventos del PRI o se reunió con políticos de ese partido. En una ocasión, interpretó la canción «Estos celos» para el entonces presidente Enrique Peña Nieto (priista) durante una celebración oficial.

## Muerte
El 7 de agosto de 2021, Vicente fue ingresado de urgencia al Hospital Country 2000 en Guadalajara, Jalisco, después de haber sufrido una caída accidental que le lastimara las vértebras cervicales, siendo llevado al área de terapia intensiva. Los médicos diagnosticaron que él padecía el síndrome de Guillain-Barré. El 27 de octubre, fue sacado del área de terapia intensiva y trasladado a una habitación hospitalaria a fin de continuar su tratamiento y rehabilitación física y pulmonar. El 16 de noviembre de 2021 consiguió desvincularse del respirador artificial por períodos de una hora, así como incrementar su esfuerzo pulmonar para emitir vocalización. El 30 de noviembre, su salud decayó como consecuencia de una inflamación en las vías respiratorias bajas y en su sistema urinario, razón por la que regresó a terapia intensiva, además de volver a requerir de apoyo respiratorio.
El 11 de diciembre, se reportó que su salud había empezado a deteriorarse. Al día siguiente, el 12 de diciembre, Fernández falleció a los 81 años, a causa de una falla multiorgánica derivada del síndrome de Guillain-Barré.

### Reacciones
El cantante venezolano-argentino Ricardo Montaner lo calificó como «un hombre amable y considerado con sus colegas». La cantautora mexicana Natalia Lafourcade agradeció a Vicente «por todo lo que nos entregó», y la actriz y presentadora de televisión Andrea Legarreta acompañó su mensaje en su cuenta oficial de Twitter con un vídeo de una serenata, la cual le dedicó el propio Fernández.
Dentro del mundo de la política, destacan, entre otras, las reacciones del Presidente de México —Andrés Manuel López Obrador—, quien mandó un pésame a sus familiares, amigos y seguidores de su música; del gobernador de Jalisco (estado natal de Vicente) —Enrique Alfaro— quien destacó que él era «uno de los íconos más grandes de la música y mexicanidad»; y de la jefa de gobierno de la Ciudad de México —Claudia Sheinbaum—, quien aseguró de Vicente que «su inigualable voz y canciones son un legado musical para la cultura popular». A estas reacciones se suman las del presidente de Estados Unidos —Joe Biden—, quien aseguró que el mundo había perdido a un ícono, y que sería recordado por las reacciones venideras; del Presidente de Colombia Iván Duque—, quien calificó a Vicente Fernández como «un genio del folclor y de la música de nuestra región»; y, finalmente, el presidente de Venezuela —Nicolás Maduro—, quien recordó una presentación de Fernández frente a Hugo Chávez.
En redes sociales, sobre todo, en Instagram, famosos lo despidieron con fotos, dedicatoria y vivencias que compartieron con Vicente, entre ellos, la chilena María José Quintanilla, quien compartió su inédita foto en dicha red social en donde ella apareció con Vicente en su casa en Guadalajara y que además agregó que «creció escuchando su música» y añadió que «conocerlo siempre ha sido un sueño y lo logró». Por otra parte, el actor, cantante y comediante mexicano Omar Chaparro también compartió en este mismo medio su vivencia con Vicente durante su visita en el Rancho Los 3 Potrillos meses antes que ocurriera la pandemia de coronavirus a nivel mundial, en 2020; expresó sus condolencias a la familia Fernández y compartió una foto en donde aparecen juntos, además de una entrevista que Omar realizó en ese mismo lugar para su canal oficial de Youtube. 
En el ámbito deportivo, previo al inicio de la final del Torneo Apertura 2021 en el Estadio Jalisco entre los equipos de fútbol Atlas y León, se lo recordó con un minuto de aplausos en su honor además de hacer sonar a través del equipo de sonido del estadio su icónica canción «Volver, volver». Por otra parte, durante el medio tiempo de un partido de baloncesto entre Los Angeles Lakers y el Orlando Magic en el Staples Center, el sonido local hizo sonar la canción «El Rey» en honor a Vicente mientras que, en una de las pausas del partido de fútbol americano entre Los Angeles Chargers y los New York Giants celebrado en el SoFi Stadium, también se reprodujo la canción «Volver, volver».

### Funeral
El mismo día de su muerte, cerca de las 09:30 de la mañana (UTC-06:00) su cuerpo salió del hospital con rumbo a la funeraria Gayosso para, posteriormente, ser llevado a la Arena VFG, la cual está ubicada al interior de su Rancho los 3 Potrillos (ambos propiedad de Vicente Fernández) en Tlajomulco de Zúñiga, Jalisco.
A las 17:00 horas (UTC-06:00) se permitió el acceso del público a la arena antes mencionada para dar inicio a las 18:50 horas (UTC-06:00) a un homenaje de cuerpo presente en su honor, que fue acompañado de diversos temas en honor a Vicente, el recinto permaneció abierto durante varias horas a fin de que el público pudiera acercarse al féretro para despedirse del intérprete. Datos posteriores calculan que cerca de 50,000 personas desfilaron frente al féretro del cantante en dicho evento.
A las 15:05 horas (UTC-06-00) del 13 de diciembre de 2021 se llevó a cabo una misa en cuerpo presente en la misma Arena VFG a cargo del sacerdote Óscar Sánchez Barba a la cual asistieron personalidades como Aída Cuevas, Julio César Chávez y Pedro Fernández además de cerca de 10 000 personas; su hijo, Alejandro Fernández interpretó muy emocionado el tema «Volver, volver» en honor a su padre, mientras que su madre y viuda de Vicente, María del Refugio Abarca, "Doña Cuquita", aprovechó para agradecer al público y al personal médico que "se mantuvo luchando hasta el último momento". Terminada la misa, su cuerpo fue llevado al jardín central de su Rancho Los 3 Potrillos en donde, en una ceremonia privada, fue sepultado a las 18:07 horas (UTC-06:00) de ese día.

## Premios y reconocimientos
En 1977, recibió en Brownsville, Texas, la distinción de Míster Amigo, que se concede anualmente a un mexicano destacado.[cita requerida]
En 1990, lanzó el álbum Vicente Fernández y las clásicas de José Alfredo Jiménez, que le valió el premio Billboard y el América de Univision Music Award por Artista Masculino Regional Mexicano del Año, que ganó cuatro veces, entre 1990 y 1993. También recibió el premio Billboard a la Música Latina por el álbum de grandes éxitos del año Historia de un Ídolo Volumen II, presentado en el 2001.[cita requerida]
Permaneció en la lista de popularidad con dos paquetes de grandes éxitos, Historia de un Ídolo Volumen I, un álbum de 17 canciones presentado en 2000 que incluye: Lástima que seas ajena, Me voy a quitar de en medio y Nos estorbó la ropa. Gracias a estas producciones, recibió la certificación de doble platino de la RIAA.
Con su extensa trayectoria musical y más de 76 millones de discos vendidos, consiguió cuatro Grammy Latino a partir de 2002, dos Grammy en 2010 y 2015, respectivamente, y seis premios Billboard. Además, se colocó una estrella con su nombre en el Paseo de la Fama en Hollywood, California, que desveló en 1998.

## Discografía
| Año  | Álbum                                                   | Compañía discográfica |
| ---- | ------------------------------------------------------- | --------------------- |
| 1967 | La voz que usted esperaba                               | CBS                   |
| 1968 | Palabra de rey                                          | CBS                   |
| 1969 | Vicente Fernández (El remedio)                          | CBS                   |
| 1970 | Ni en defensa propia                                    | CBS                   |
| 1971 | Vicente Fernández (Me está esperando María)             | CBS                   |
| 1971 | Vicente Fernández (Camino inseguro)                     | CBS                   |
| 1972 | ¡Arriba Huentitán!                                      | CBS                   |
| 1972 | Vicente Fernández (Si no te quisiera)                   | CBS                   |
| 1973 | Toda una época                                          | CBS                   |
| 1974 | Vicente Fernández (Lo siento por ti)                    | CBS                   |
| 1974 | El ídolo de México                                      | CBS                   |
| 1974 | Volver, volver (Compilación de Disco Triple)            | CBS                   |
| 1974 | Vicente Fernández (Compilación de Disco Triple)         | CBS                   |
| 1975 | El hijo del pueblo                                      | CBS                   |
| 1975 | Canta para recordar                                     | CBS                   |
| 1975 | Vicente Fernández (Compilación de Disco Triple)         | CBS                   |
| 1976 | A tu salud (Variedad musical)                           | CBS                   |
| 1976 | ¿Gusta usted joyas rancheras?                           | CBS                   |
| 1977 | La muerte de un gallero                                 | CBS                   |
| 1977 | Vicente Fernández (Compilación de Disco Triple)         | CBS                   |
| 1977 | Rancheras (Compilación)                                 | CBS                   |
| 1978 | A pesar de todo                                         | CBS                   |
| 1978 | Mi amigo el tordillo                                    | CBS                   |
| 1978 | Toda una época Vol. II (Compilación de Disco Triple)    | CBS                   |
| 1979 | El tahúr                                                | CBS                   |
| 1980 | El tapatío                                              | CBS                   |
| 1980 | Vicente Fernández (Compilación de Disco Triple)         | CBS                   |
| 1981 | Valses del recuerdo                                     | CBS                   |
| 1981 | El Número uno                                           | CBS                   |
| 1981 | Sentimental Y Ranchero (Compilación de Disco Triple)    | CBS                   |
| 1982 | Es la diferencia                                        | CBS                   |
| 1983 | 15 grandes con el Número 1                              | CBS                   |
| 1983 | Éxitos y más éxitos (Compilación)                       | CBS                   |
| 1984 | 15 nuevos éxitos con el ídolo de México                 | CBS                   |
| 1984 | Un mexicano en la México                                | CBS                   |
| 1985 | De un rancho a otro                                     | CBS                   |
|      | Hoy platiqué con mi gallo                               | CBS                   |
| 1986 | Le canta a América Latina                               | CBS                   |
| 1987 | Dos corazones con Vikki Carr                            | CBS                   |
| 1987 | Motivos del alma                                        | CBS                   |
| 1987 | El cuatrero (Mujeres divinas)                           | CBS                   |
| 1988 | Lo mejor de la baraja con El rey                        | CBS                   |
| 1988 | Tesoros musicales Vol. I (Compilación)                  | CBS                   |
| 1989 | Tesoros musicales Vol. 2 (Compilación)                  | CBS                   |
| 1989 | Por tu maldito amor                                     | CBS                   |
| 1990 | Mexicanísimo: 16 éxitos (Compilación)                   | CBS                   |
| 1990 | Mientras ustedes no dejen de aplaudir                   | CBS                   |
| 1990 | 16 éxitos originales corridos (Compilación)             | CBS                   |
| 1991 | El charro mexicano                                      | Sony Music            |
| 1991 | Y las clásicas de José Alfredo Jiménez                  | Sony Music            |
| 1991 | Tesoros musicales Vol. III (Compilación)                | Sony Music            |
| 1992 | Personalidad (Compilación)                              | Sony Music            |
| 1992 | Qué de Raro Tiene                                       | Sony Music            |
| 1993 | Mexicanísimo: 24 éxitos (Compilación)                   | Sony Music            |
| 1993 | Lástima que seas ajena                                  | Sony Music            |
| 1994 | Recordando a Los Panchos                                | Sony Music            |
| 1995 | Aunque me duela el alma                                 | Sony Music            |
| 1996 | Y sus canciones                                         | Sony Music            |
| 1997 | Estatua de marfil                                       | Sony Music            |
| 1998 | Entre el amor y yo                                      | Sony Music            |
| 1999 | Y los más grandes éxitos de los dandys                  | Sony Music            |
| 2000 | Historia de un ídolo Vol. 1 (Compilación)               | Sony Music            |
| 2000 | Lobo herido                                             | Sony Music            |
| 2001 | Más con el número uno                                   | Sony Music            |
| 2001 | Historia de un ídolo Vol. 2 (Compilación)               | Sony Music            |
| 2002 | 35 Aniversario Lo mejor de Lara                         | Sony Music            |
| 2003 | En vivo: juntos por última vez con Alejandro Fernández  | Sony Music            |
| 2003 | Tesoros de colección (Compilación)                      | Sony Music            |
| 2004 | Se me hizo tarde la vida                                | Sony Music            |
| 2005 | Y sus corridos consentidos (Compilación)                | Sony Music            |
| 2005 | Mis duetos (Compilación)                                | Sony Music            |
| 2006 | La leyenda viviente (Compilación)                       | Sony Music            |
| 2006 | La tragedia del vaquero                                 | Sony Music            |
| 2007 | Para siempre                                            | Sony Music            |
| 2008 | Primera fila                                            | Sony Music            |
| 2009 | Necesito de ti                                          | Sony Music            |
| 2010 | Un mexicano en la México (CD + DVD)                     | Sony Music            |
| 2010 | El hombre que más te amó                                | Sony Music            |
| 2011 | Otra vez                                                | Sony Music            |
| 2012 | Los dos Vicentes                                        | Sony Music            |
| 2013 | Hoy                                                     | Sony Music            |
| 2014 | Mano a mano tangos                                      | Sony Music            |
| 2015 | Muriendo de amor                                        | Sony Music            |
| 2016 | Un Azteca en el Azteca                                  | Sony Music            |
| 2018 | Más romántico que nunca                                 | Sony Music            |
| 2020 | A mis 80's                                              | Sony Music            |
| 2023 | Le canta a los grandes compositores de México (Póstumo) | Sony Music            |
| 2023 | Las clásicas de José Alfredo Jiménez Vol. 2 (Póstumo)   | Sony Music            |
| 2024 | Los temas de mis películas (Póstumo)                    | Sony Music            |
| 2024 | Pa' la parranda (Póstumo)                               | Sony Music            |
| 2024 | Con Banda (Póstumo)                                     |                       |

## Filmografía
| Año  | Película                            | Personaje                                 |
| ---- | ----------------------------------- | ----------------------------------------- |
| 1972 | Tacos al carbón                     | Constancio Rojas Rodríguez                |
| 1973 | Tu camino y el mío                  | Rubén Saldivar                            |
| 1973 | Uno y medio contra el mundo         | Lauro Andrade                             |
| 1973 | Entre monjas anda el diablo         | Vicente Rocha                             |
| 1974 | Crónica de un amor                  | Vicente Fernández                         |
| 1974 | Jalisco nunca pierde                | Pancho Zamorano                           |
| 1974 | El hijo del pueblo                  | Vicente Aurelio Martino López             |
| 1975 | El albañil                          | Reynaldo                                  |
| 1976 | Juan Armenta el repatriado          | Juan Armenta/Fernando Garza               |
| 1976 | La ley del monte                    | Maclovio Arrieta                          |
| 1977 | Dios los cría                       | Vicente / Leocadio                        |
| 1978 | Picardía mexicana                   | Vicente 'Chente'                          |
| 1978 | El arracadas                        | Mariano Landeros                          |
| 1979 | El tahúr                            | Martín Estrada Contreras                  |
| 1980 | Picardía mexicana 2                 | Vicente 'Chente'                          |
| 1980 | El Coyote y la Bronca               | Juan Concepción (Concho) Mireles "Coyote" |
| 1981 | Como México no hay dos              | Valente Fierro González                   |
| 1982 | Juan Charrasqueado y Gabino Barrera | Juan Charrasqueado                        |
| 1982 | Dos de abajo                        | Doctor (cameo)                            |
| 1983 | Todo un hombre                      | Joaquín Barrera                           |
| 1983 | Una pura y dos con sal              | Rogelio Andrade                           |
| 1983 | Un hombre llamado el diablo         | Irineo Durán                              |
| 1984 | Ni Chana, ni Juana                  | Cameo                                     |
| 1984 | El sinvergüenza                     | Alberto                                   |
| 1984 | Acorralado                          | Reynaldo Beltrán                          |
| 1984 | Matar o morir                       | Arturo Mendoza                            |
| 1985 | El embustero                        | Vicente / Ricardo                         |
| 1985 | Sinvergüenza, pero honrado          | Alberto                                   |
| 1987 | El macho                            | Lindoro                                   |
| 1987 | El diablo, el santo y el tonto      | Refugio, Carmelo y Mariano Romero         |
| 1989 | Entre compadres te veas             | Juan Venegas                              |
| 1989 | El cuatrero                         | Álvaro Rojas                              |
| 1990 | Por tu maldito amor                 | Ernesto Santos                            |
| 1991 | Mi querido viejo                    | Luis Fuentes                              |

## Telenovelas

### Actuación
- Amor bravío (2012) - Él mismo (participación especial/cameo)

### Temas musicales
- La mentira (1998) - Me voy a quitar de en medio
- Fuego en la sangre (2008) - Para siempre
- Amor bravío (2012) - Cuando manda el corazón (producido por Fabián Rincón)
- Qué bonito amor (2012/13) - Qué bonito amor